# آبشار جونها
آبشار جونها (به انگلیسی: Jonha Falls) آبشاری است که در جارکند، هند واقع شده و ارتفاع کلی ریزشگاه آن ۴۳ متر (۱۴۱ فوت) است.